# Termocronologia

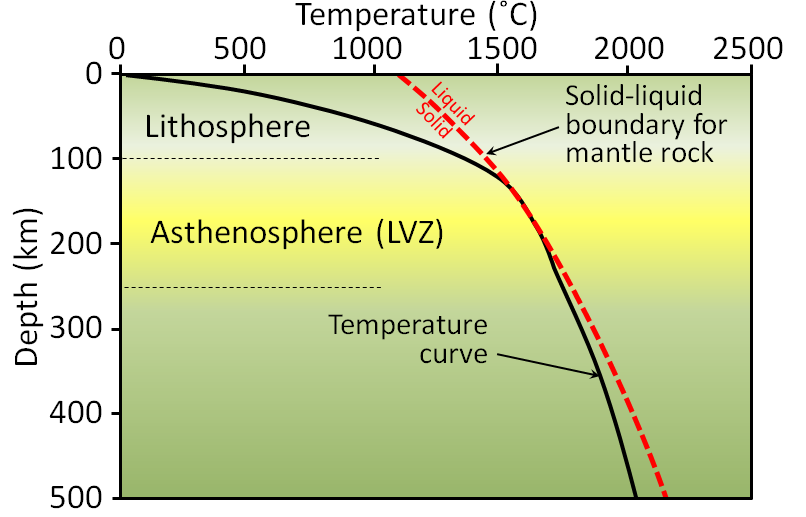
Corba de temperatura aproximada a les profunditats de la Terra. Mostra que s'escalfa a més profunditat.

La termocronologia és l'estudi de l'evolució tèrmica d'una regió d'un planeta. Els termocronologistes utilitzen la datació radiomòtrica amb les temperatures de tancament que representen la temperatura dels minerals estudiats en un temps determinat per les dades registrades per entendre la història tèrmica d'una roca específica, mineral o unitat geològica. És un subcamp de la geologia i està estretament associada amb la geocronologia.
Un estudi termocronològic típic inclou les dates d'una sèrie de mostres de roques de diferents àrees d'una regió, sovent procedents d'un transecte vertical al voltant d'un canó escarpat, tallserrat o pendent. Aquestes mostres es daten. Amb alguns coneixements sobre de l'estructura tèrmica del subsòl, aquestes dates es traslladen als moments en què aquell lloc en particular estava a temperatura de tancament del mineral. Això per tant dona el rang d'extracció de la roca.
Alguns sistemes isotòpics usats comunament en termocronologia inclouen empremtes de fissió en el circó i apatita, datació potassi-argó i datació argó-argó en apatita, datació urani-tori-heli en circó i apatita, i datació 4He/3He.